# Thales Alenia Space
Thales Alenia Space is een fabrikant van satellieten en onderdelen voor ruimteschepen en ruimtestations.
Het bedrijf ontstond op 1 juli 2005 uit een samenwerkingsverband tussen Alcatel (67%) en Finmeccanica (33%). Nog geen jaar na de oprichting verkocht Alcatel haar belang in de onderneming voor 1,7 miljard euro aan Thales Group. Alcatel had het geld nodig om de overname van het Amerikaanse Lucent te betalen. 
Thales Alenia Space heeft fabrieken in acht landen met wereldwijd meer dan 7500 werknemers. In 2015 behaalde het een omzet van 2 miljard euro met de verkoop van satellieten voor onder andere telecommunicatie, aardobservatie en navigatie. 
Alenia Space heeft een bijdrage geleverd bij de bouw van meer dan 200 satellieten. De voorloper van dit bedrijf heette Alenia Spazio en droeg bij aan de Italiaans-Nederlandse satelliet BeppoSax die in 1996 werd gelanceerd.
- Bibliothèque nationale de France: cb15940693q (data)
- International Standard Name Identifier: 0000 0004 1766 5842
- Système universitaire de documentation: 188396608
- Virtual International Authority File: 154070661